# 세브란스연합의학전문학교교우회 야구단
세브란스연합의학전문학교교우회 야구단(世富蘭偲聯合醫學專門學校校友會野球團)은 일제강점기 조선 경기도 경성부에 있었던 야구 선수단이다.

## 시즌별 성적
| 시즌 | 대회                     | 참가 | 경기 | 승 | 무 | 패 | 득 | 실 | 차 | 승률  | 순위 |
| ---- | ------------------------ | ---- | ---- | -- | -- | -- | -- | -- | -- | ----- | ---- |
| 1924 | 전국체육대회 야구 청년부 | 4    | 1    | 0  | 0  | 1  | 6  | 10 | -4 | 0.000 | 4강  |

## 참고 문헌
- “스포츠지원포털 등록 현황”. 대한체육회.
- “대한체육회 국내종합경기대회”. 대한체육회.
- 《대한체육회 50년》. 대한체육회. 1970. 2020년 11월 8일에 원본 문서에서 보존된 문서. 2022년 11월 5일에 확인함.
- 《대한체육회 70년사》. 대한체육회. 1990. 2020년 11월 8일에 원본 문서에서 보존된 문서. 2022년 11월 5일에 확인함.
- 《대한체육회 90년사》. 대한체육회. 2011. 2020년 11월 8일에 원본 문서에서 보존된 문서. 2022년 11월 5일에 확인함.
- 대한체육회 100주년 기념사업부 (2020). 《대한민국 체육 100년》. 대한체육회.
- 《한국야구사》. 대한야구협회. 1999.
- 홍순일 (2013). 《한국 야구사 연표》 (PDF). 한국야구위원회. 2024년 7월 6일에 원본 문서 (PDF)에서 보존된 문서. 2024년 8월 6일에 확인함.